# ホーリー・クロス墓地
- ホーリークロス墓地
- ホリー・クロス墓地
- ホリークロス墓地

ホーリー・クロス墓地（Holy Cross Cemetery）とは、カリフォルニア州カルバーシティ（ウエスト・スローソン・アベニュー5385）にあるカトリック教会の墓地である。ロサンゼルスのローマ・カトリック大司教区が運営する。
開設は1939年。面積は200エーカー（0.81km2）。ショー・ビジネスに携わった人の墓も多く、有名スターの墓は南西部にある洞窟付近に集中している。

## 埋葬されている著名人

### A
- ジプシー・アボット（英語版） (1896–1952)　女優
- ジーン・アッカー（英語版） (1893–1978)　女優、ルドルフ・ヴァレンティノの妻
- フランク・アルバートソン（英語版） (1909–1964)　俳優
- サラ・オールグッド（英語版） (1879–1950)　女優
- ラムゼイ・エイムス（英語版） (1919–1998)　女優
- リチャード・アーレン（英語版） (1899–1976)　俳優
- ヘンリー・アルメッタ（英語版） (1888–1945)　俳優
- メアリー・アスター (1906–1987)　女優

### B
- ジョン・ベラディーノ（英語版） (1917–1996)　俳優
- サリー・ブレーン (1910–1997)　女優
- レイ・ボルジャー (1904–1987)　俳優、歌手
- フォーチュニオ・ボナノヴァ（英語版） (1895–1969)　俳優
- シャルル・ボワイエ (1899–1978)　俳優
- スコット・ブレイディ (1924–1985)　俳優
- キーフ・ブラッセル（英語版） (1923–1981)　俳優、プロデューサー
- アルジェンティナ・ブルネッティ（英語版） (1907–2005)　女優
- ドーズ・バトラー（英語版） (1916–1988)　声優

### C
- ジョン・キャンディ (1950–1994)　俳優、コメディアン
- マクドナルド・ケリー（英語版） (1913–1994)　俳優
- ウォルター・キャトレット (1889–1960)　俳優
- ホバート・キャバノー（英語版） (1886–1950)　俳優
- マルグリット・チャップマン（英語版） (1918–1999)　女優
- ルース・クリフォード (1900–1998)　女優
- ピント・コルヴィッグ (1892–1967)　作家
- ジャッキー・クーガン (1914–1984)　俳優
- ダービー・クラッシュ（英語版） (1958–1980)　ミュージシャン
- ビング・クロスビー (1903–1977)　俳優、歌手

### D
- ジョーン・デイヴィス（英語版） (1912–1961)　女優、コメディアン
- ヴァージニア・デイヴィス (1918–2009)　女優
- ボビー・デイ（英語版） (1928–1990)　歌手
- ペドロ・デ・コルドバ（英語版） (1881–1950)　俳優
- フレッド・デ・コルドバ（英語版） (1910–2001)　監督、プロデューサー
- ジーン・デル・ヴァル（英語版） (1891–1975)　俳優
- ラルフ・デ・パルマ（英語版） (1892–1956)　カーレーサー
- ジョン・ドーセット（英語版） (1921–1994)　俳優
- コンスタンス・ダウリング（英語版） (1920–1969)　女優
- トム・ドレイク（英語版） (1918–1982)　俳優
- アル・デュービン（英語版） (1891–1945)　作詞家
- ジミー・デュランテ (1893–1980)　俳優、コメディアン

### E
- ヴィンス・エドワーズ (1928–1996)　俳優
- リチャード・イーガン (1921–1987)　俳優

### F
- ジョン・ファンテ  (1909–1983)　小説家、脚本家
- ジョン・ファロー (1904–1963)　映画監督、モーリン・オサリヴァンの夫、ミア・ファローの父
- エミリー・フィッツロイ (1860–1954)　女優
- ジェームズ・フレイヴィン（英語版） (1906–1976)　俳優
- ジョー・フリン (1924–1974)　俳優、コメディアン
- ジョージ・J・フォルシー（英語版） (1898–1988)　撮影技師
- フランシス・フォード (1881–1959)　俳優、脚本家、映画監督
- ジョン・フォード (1894–1974)　映画監督
- ウォーレス・フォード（英語版） (1898–1966)　俳優
- ノーマン・フォスター (1900–1976)　俳優、映画監督
- メアリー・フラン（英語版） (1943–1998)　女優
- テルマ・ファーネス (1904–1970)　グロリア・モーガン・ヴァンダービルトの双子の妹

### G
- リチャード・"スキーツ"・ギャラガー（英語版） (1891–1955)　俳優
- ウィリアム・E・ギャリティ (1899–1971)　録音技師
- ポーリン・ギャロン（英語版） (1900–1965)　女優
- マーガレット・ギブソン（英語版） (1894–1964)　女優
- ガストン・グラス（英語版） (1899–1965)　俳優
- ジェームズ・グリーソン（英語版） (1882–1959)　俳優
- ペドロ・ゴンザレス・ゴンザレス（英語版） (1925–2006)　俳優
- ボニータ・グランヴィル (1923–1988)　女優
- ギルダ・グレイ（英語版） (1901–1959)　女優、ダンサー
- ロバート・グレイグ（英語版） (1879–1958)　俳優
- ファトヒーヤ・ビント・フアード (1930–1976)　エジプト王家

### H
- ジャック・ヘイリー (1898–1979)　俳優、コメディアン
- ジャック・ヘイリー・Jr.（英語版） (1933–2001)　映画監督、プロデューサー、脚本家
- ファニタ・ハンセン (1895–1961)　女優
- ヘンリー・ハサウェイ (1898–1985)　映画監督、プロデューサー
- ジューン・ヘイバー（英語版） (1926–2005)　女優
- アリソン・ヘイズ (1930–1977)　女優
- リタ・ヘイワース (1918–1987)　女優、ダンサー
- エマライン・ヘンリー（英語版） (1928–1979)　女優
- ヒュー・ハーバート（英語版） (1887–1952)　俳優、コメディアン
- テイラー・ホームズ（英語版） (1878–1959)　俳優

### I
- アンパロ・イタービ（英語版） (1899–1969)　作曲家、ピアニスト
- ホセ・イトゥルビ（英語版） (1895–1980)　指揮者、ピアニスト

### J
- リタ・ジョンソン（英語版） (1913–1965)　女優
- スパイク・ジョーンズ (1911–1965)　ミュージシャン、コメディアン

### K
- ロバート・キース (1898–1966)　俳優
- ポール・ケリー (俳優)（英語版） (1899–1956)　俳優
- チャールズ・ケンパー（英語版） (1900–1950)　俳優
- エドガー・ケネディ（英語版） (1890–1948)　俳優、コメディアン
- J・M・ケリガン（英語版） (1884–1964)　俳優
- ノーマン・ケリー（英語版） (1894–1956)　俳優
- カミー・キング（英語版） (1934–2010)　子役女優
- ヘンリー・キング (1886–1982),　映画監督
- ジェームス・カークウッド・Sr（英語版） (1875–1963), actor and director

### L
- ジャック・ラ・ルー（英語版） (1902–1984)　俳優
- マリオ・ランツァ (1921–1959)　俳優、歌手
- ディキシー・リー (1909–1952)　女優、ダンサー、歌手、ビング・クロスビーの最初の妻
- ジョーン・レスリー (1925-2015)　女優
- マーガレット・リンゼイ (1910–1981)　女優
- ジーン・ロックハート (1891–1957)　俳優
- キャスリーン・ロックハート（英語版） (1894–1978)　女優
- フランク・ラヴジョイ（英語版） (1912–1962)　俳優
- ベラ・ルゴシ (1882–1956)　俳優
- ウィリアム・ランディガン (1914–1975)　俳優

### M
- ドナルド・マクブライド（英語版） (1889–1957)　俳優
- ロナルド・マクドゥガル（英語版） (1915–1973)　脚本家
- フレッド・マクマレイ (1908–1991)　俳優
- エファ・マンリー (1897–1981)　ニューアーク・イーグルスのオーナー
- ジョージ・マーシャル（英語版） (1891–1975)　映画監督
- マリオン・マーティン（英語版） (1909–1985)　女優
- アル・マルティーノ (1927–2009)　歌手
- ルドルフ・マテ (1898–1964),　撮影技師、映画監督
- メイ・マカヴォイ (1899–1984)　女優
- レオ・マッケリー (1898–1969)　映画監督
- スティーブン・マクナリー（英語版） (1913–1994)　俳優
- オードリー・メドウズ（英語版） (1922–1996)　女優
- アン・ミラー (1923–2004)　女優、歌手、ダンサー
- ミラード・ミッチェル (1903–1953)　俳優
- リカルド・モンタルバン (1920–2009)　俳優
- アラン・モウブレイ（英語版） (1896–1969)　俳優
- ジャック・マルホール（英語版） (1887–1979)　俳優

### N
- レジー・ナルダー（英語版） (1907–1991)　俳優
- イヴリン・ネスビット (1884–1967)　女優
- フレッド・ニューメイヤー（英語版） (1881–1967)　映画監督

### O
- エドモンド・オブライエン (1915–1985)　俳優
- パット・オブライエン (1899–1983)　俳優
- ヘレン・オコンネル（英語版） (1920–1993)　歌手
- ウォルター・オマリー (1903–1979),　ロサンゼルス・ドジャースのオーナー
- バーニー・オールドフィールド（英語版） (1878–1946)　カーレーサー
- キッド・オリー (1886–1973)　ジャズのトロンボーン奏者、バンドリーダー

### P
- ロバート・ペイジ（英語版） (1911–1987)　俳優
- ジョージ・パル (1908–1980)　映画監督。プロデューサー、アニメーター
- ハーミズ・パン (1910–1990)　振付師、ダンサー
- ルエラ・パーソンズ (1881–1972),　コラムニスト
- クリス・ペン (1965–2006)　俳優、レオ・ペンの子
- レオ・ペン (1921–1998)　俳優、映画監督
- ジーン・ピーターズ (1926–2000)　女優
- ザス・ピッツ (1894–1963)　女優、コメディアン
- ディック・パーセル（英語版） (1908–1944)　俳優

### R

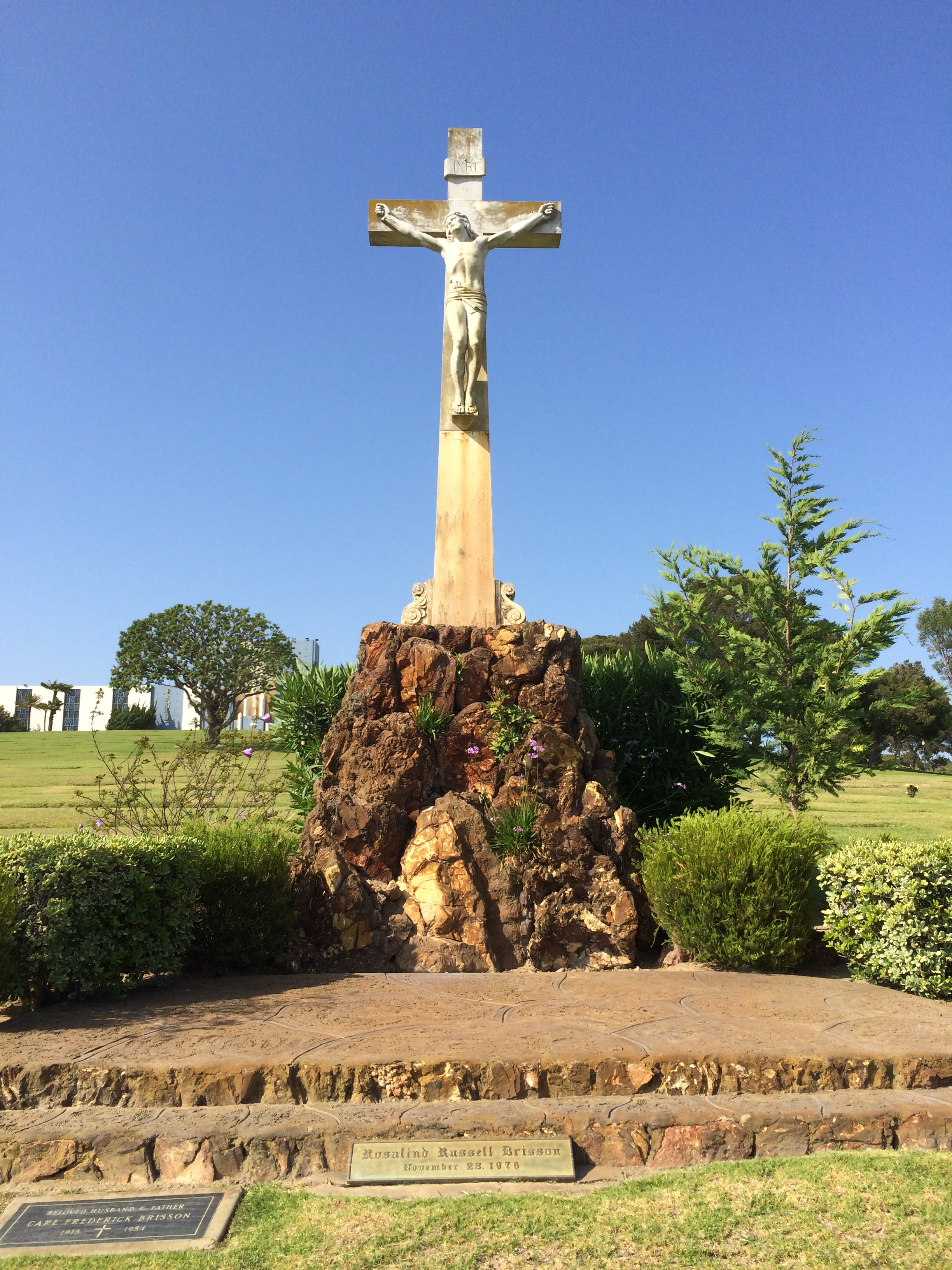
ホーリー・クロス墓地のロザリンド・ラッセルの墓(2015年、Arthur Dark撮影)

- ローザ・ライサ（英語版） (1893–1963)　オペラ歌手
- アレジャンドロ・レイ（英語版） (1930–1987)　俳優
- ヘイドン・ローク（英語版） (1910–1987)　俳優
- ロザリンド・ラッセル (1907–1976)　女優

### S
- ナーズリー・サブリー (1894–1978)　エジプト王妃
- ジア・スカラ（英語版） (1934–1972)　女優
- ドロシー・セバスチャン（英語版） (1903–1957)　女優
- エドワード・セジウィック（英語版） (1889–1953)　俳優、映画監督、脚本家、プロデューサー
- ミリアム・シーガー（英語版） (1907–2011)　女優
- ジョン・F・サイツ（英語版） (1892–1979)　撮影技師、発明家
- マック・セネット (1880–1960)　プロデューサー、映画監督
- フランク・シャノン（英語版） (1874–1959)　俳優
- ジョー・スタッフォード (1917–2008)　歌手
- ハリー・ストラドリング (1901–1970)　撮影技師

### T
- シャロン・テート (1943–1969)　女優、マンソン・ファミリー事件の被害者
- ダラス・テイラー (1948–2015)　ドラマー
- レイ・ティール（英語版） (1902–1976)　俳優

### V
- ジョセフ・A・ヴァレンタイン (1900–1949)　撮影技師
- メイベル・ヴァン・ビューレン（英語版） (1878–1947)　女優
- グロリア・モーガン・ヴァンダービルト (1904–1965)
- ジョー・ヴィテレリ (1937–2004)　俳優

### W
- ロバート・ワーウィック (1878–1964)　俳優
- ブライアント・ウォッシュバーン（英語版） (1889–1963)　俳優
- ネッド・ワシントン（英語版） (1901–1976)　作詞家
- ローレンス・ウェルク（英語版） (1903–1992)　ミュージシャン
- ティム・フェーラン (1893–1957)　映画監督、脚本家

### Y
- ロレッタ・ヤング (1913–2000)　女優
- ポリー・アン・ヤング (1908–1997)　女優